# Libre (álbum de Alejandra Guzmán)
Libre es el título del quinto álbum de estudio grabado por la cantautora mexicana de rock en español Alejandra Guzmán. Fue lanzado al mercado bajo el sello discográfico BMG U.S. Latin el 15 de febrero de 1993 y es el primero para la dicha disquera y producido por el italiano Gian Pietro Felisatti. El disco no solo fue distribuido en México, sino también en Estados Unidos, Argentina, Chile, Colombia, Costa Rica, Venezuela, Perú, Uruguay, Ecuador, Bolivia y España, además de ser galardonado como triple disco de oro. Este álbum incluye canciones más personales y una gran variedad de ritmos. Los sencillos que se desprendieron de este material fueron: "Mala hierba", "Dime adiós", "Ángeles caídos", "Te esperaba" y "Mírala, míralo". Este disco mostraba a una Alejandra más sincera y debido a la calidad de la producción el público lo recibió de una manera en la que su regreso fue algo exitoso.

## Lista de canciones
| Lado A |                   |                        |          |  |
| N.º    | Título            | Escritor(es)           | Duración |  |
| 1.     | «Mala hierba»     | Sánchez, Valle, Marina | 3:22     |  |
| 2.     | «Dime adiós»      | J.R. Florez, Valle     | 4:00     |  |
| 3.     | «Mírala, míralo»  | J.R. Florez, Felisatti | 4:04     |  |
| 4.     | «Soy»             | Marina, Valle, Sánchez | 3:39     |  |
| 5.     | «Calles de fuego» | Florez, Valle          | 3:39     |  |

| Lado B |                   |                        |          |  |
| N.º    | Título            | Escritor(es)           | Duración |  |
| 1.     | «Ruge el corazón» | Marina, Valle, Sánchez | 3:40     |  |
| 2.     | «Ángeles caídos»  | Florez, Valle          | 5:03     |  |
| 3.     | «Hey tú»          | Florez, Valle          | 3:44     |  |
| 4.     | «Libre»           | Valle, Marina          | 4:08     |  |
| 5.     | «Cuenta conmigo»  | Valle, Sánchez, Marina | 3:22     |  |
| 6.     | «Te esperaba»     | J.R. Florez, Felisatti | 4:22     |  |

## Sencillos
- «Mala hierba»
- «Mírala, míralo»
- «Dime adiós»
- «Ángeles caídos»
- «Cuenta conmigo»
- «Te esperaba»

## Videoclips
- 1 Mala hierba 1993
- 2 Mírala, míralo 1994